# Спасский мемориал
Спасский мемориальный комплекс (каз. Спасск мемориалы) — мемориальное кладбище, где погребены военнопленные и интернированные Второй мировой войны, памятник истории. Кроме того, здесь захоронены репрессированные граждане СССР. Находится в селе Спасск Абайского района Карагандинской области, у международной трассы M-36 (Екатеринбург — Алма-Ата).

## История
С началом Великой Отечественной войны на территории Карагандинской области Казахской ССР было образовано 4 лагеря для содержания военнопленных и интернированных. Первым был Спасский лагерь № 99, находившийся в 30-ти километрах от Караганды и созданный 5 июля 1941 года на базе местного отделения Карлага НКВД, который, в свою очередь, располагался на территории бывшего Спасского медеплавильного завода. Лагерь № 99 Главного управления по делам военнопленных и интернированных (ГУПВИ) был самым крупным подобным образованием на территории Казахской ССР. В общей сложности здесь содержалось, по разным данным, от 66 160 (66 746) до 70 тысяч военнопленных и интернированных:
| Национальность | Численность |
| -------------- | ----------- |
| Немцы          | 29777       |
| Японцы         | 22225       |
| Румыны         | 6740        |
| Австрийцы      | 1633        |
| Поляки         | 1208        |
| Итальянцы      | 1088        |
| другие         |             |

К началу массовой репатриации существовало 24 лагерные точки (Спасск, Темиртау, Сарань, Дубовка, Фёдоровка (ныне часть Караганды), при шахтах имени Костенко, Кирова, № 20, 26-бис, 31, 42/43 и т. д.) для содержания до 30 тысяч человек, использовавшихся на строительстве в Караганде и окрестностях. В числе возведённых заключёнными объектов были шахта № 38 в комплексе с обогатительной фабрикой, шахты № 105 и 106, ныне разобранный Летний театр (на его месте Казахский драматический театр имени С. Сейфуллина) и травматологическая больница, существующая и в настоящее время (КГП «Областной центр травматологии и ортопедии имени профессора Х. Ж. Макажанова»).

## Мемориал
Умерших военнопленных и интернированных хоронили в Спасске. Кроме того, здесь были захоронены и советские заключённые Спасского отделения Карлага (до 1941), а после 48-го — осуждённые спасских отделений Степного, Лугового и Песчаного лагерей.
В общей сложности на Спасском мемориальном кладбище захоронено 5152 военнопленных и интернированных — немцев, японцев, румын, австрийцев, поляков, итальянцев, финнов, чехов, словаков, венгров и представителей других национальностей.
После распада СССР на кладбище зарубежные страны начали устанавливать памятники своим соотечественникам. Первой стала Япония, в 1994 году были открыты памятные мемориалы французским, итальянским и финским гражданам, умершим во время нахождения в плену. В 1995-м установила памятник своим соотечественникам Германия. Позже появились памятные кресты, установленные правительствами и общественными организациями Польши, Венгрии, Литвы, Украины, Армении, России и Румынии.
В 2004 году на Спасском мемориальном комплексе состоялось открытие мемориала памяти жертв политических репрессий всех национальностей. Позже была открыта стела российским гражданам, репрессированным Сталиным в Центральном Казахстане, а в мае 2014 года — памятник белорусам. 31 мая 2015 года состоялось открытие памятников эстонцам и испанцам — военнослужащим «Голубой дивизии».
На середину 2013 года велись работы по включению Спасского мемориального комплекса в реестр исторического наследия.